# リプレイタイム
リプレイタイムとは、パチスロにおいてリプレイ（再遊技）の確率が変動する状態のこと。RTとも言う。
一般にはリプレイ確率が上がることで通常より回転数が増え、ボーナスや小役の抽選をより多く得られる機能だが、ストック機と呼ばれる機種では揃わないリプレイを利用することでボーナスをストックすることにも利用されている。また、5号機ではリプレイ確率が通常時を下回るリプレイタイムも生まれている。

## 4号機
リプレイは4号機で初めて取り入れられた概念なので、それ以前の機種にリプレイタイムは存在しない。当初は、リプレイも小役同様確率変動できないものとされていたが、リプレイは小役ではないという拡大解釈によりリプレイの確率変動＝リプレイタイムが可能となった。初めてリプレイタイムを導入したのは2000年に岡崎産業が出した「ニュートラッド1」である。このニュートラッド1はビッグボーナス後にリプレイの確率が1/1.5に変動し、50G消化かビッグボーナス当選までその変動が続くというシステムを持っていた。
その後、リプレイタイムとアシストタイムを複合させたAR機能を搭載した「ディスクアップ」や、ボーナス当選後に5ゲームのプチリプレイタイムが始まる「ガメラ」（これにより5ゲームの間はリプレイや小役が優先されボーナスが揃えられないため、連続演出が可能となる）など様々なリプレイタイムが生まれたが、リプレイタイムの転機とも言える使われ方がなされたのは、ネットが2001年に出した「ブラックジャック777」である。この機種はボーナス成立後もボーナス抽選を行うというシステムが導入されており、それによりストックタイムと呼ばれるビッグボーナス後のリプレイタイムではコインを減らさずにビッグボーナスを複数当選させることが出来た。いわゆるボーナスストック機能の始まりである。
そして同年山佐が出した「スーパーリノ」に初めて搭載された「揃わないリプレイ（リプレイに当選はしているが制御により揃わず、またリプレイが成立しているのでボーナスも揃えられない）」によるリプレイタイムがボーナスゲーム以外常時作動しているという機能（サイレントストック）により、4号機のストック機と呼ばれるジャンルが確立された。ストック機の多くはこの「揃わないリプレイ」によるリプレイタイムを採用している。「スーパーリノ」では5ゲーム目に揃わないリプレイタイムが解除される（＝ストックされたボーナスが放出される）確率が通常より格段に上がることによりボーナスを連荘させていたが、他のストック機も一定の条件（特定の小役成立時の抽選やボーナス後の振り分けられた回転数の消化後など）によりリプレイタイムが解除されボーナスが放出されるというシステムが適用されていた。
そのため、この揃わないリプレイタイムを搭載しているストック機では、RTが終了（パンク）しボーナスが揃えられる状態になったことをRT解除と呼んでいる。
以降、ストック機ではリプレイタイムは揃わないリプレイタイムを指すようになっていった。

## 5号機・6号機
ストック機の大量獲得システムによる射幸心が問題となり、改正規則が2004年7月1日付で施行された。前回の改正ではほとんど規制されていなかったリプレイも今回の改正では細かく規制が明記され、リプレイが当選した場合は必ず揃うような図柄配列にしなくてはいけなくなったため、ストック機の基本であった揃わないリプレイタイムは事実上禁止となった。
その代わり通常のリプレイタイムそのものは禁止されず、新たにリプレイ確率変動システムの条件が規定された。リプレイ確率は、
a. ボーナスが当選した時
b. ボーナスの絵柄が揃った時
c. ボーナスゲームが終了した時
d. 通常時に特定の図柄が揃った時
e. c.またはd.の後に特定ゲーム数を消化した時
のいずれかで変動することができるという条件が明文化された。これらを契機とする確率変動は、システムとして必須ではない。
複数のリプレイタイムを持つ機種の場合、リプレイタイムの発動していない初期状態をRT0とし、各リプレイタイムの状態をRT1、RT2などと表現する。リプレイタイムa.またはb.により突入したリプレイタイムは、d.またはe.で終了、再突入することができない。c.により突入したリプレイタイムはa.b.d.e.のいずれかの契機により終了となるが、d.により突入したリプレイタイムの場合、e.が定められている場合（有限リプレイタイム）の終了契機はa.b.e.となりd.による上書きはなされず、e.が定められていない場合（無限リプレイタイム）の終了契機はa.b.d.e.となりd.の契機でも終了（または上書き）される。e.で終了した場合は必ずRT0になる。
5号機で初めてリプレイタイムを取り入れたのは「新世紀エヴァンゲリオン」（ビスティ）である。これはレギュラーボーナス後に100ゲームのリプレイタイムが付属され、ゲーム数消化もしくはボーナス当選により終了した。「デビルマン」（エレコ）ではボーナス当選後も特定ゲーム数終了までリプレイタイムが継続し、「完走リプレイタイム」という言葉が生まれた。「キューティーハニー」（エレコ）ではボーナス後のリプレイタイムが特定小役により終了し、その終了は「パンク」と呼ばれた。この機種にはパンク役当選の一部で出現する特定演出があり、それを空回し（リールを自動停止させること）でパンクを回避させることができた。後にそれは「リプパンはずし」と呼ばれるようになる。
特定の図柄が揃う事により発動するリプレイタイムを5号機で初めて取り入れたのは「ど根性ガエル」（ロデオ）である。これは一部ボーナス後のリプレイタイム中に当選する特殊リプレイが揃うことにより次回ボーナスまでのリプレイタイムが続くというシステムだった。特定図柄によるリプレイタイム突入は、ボーナスの可能性がある出目からの連続演出時に使用するプチリプレイタイム向きの機能であったが、ボーナス後の長期リプレイタイムを上書きして終了させてしまうため、共存は難しかった。それを可能としたのが「ナースウィッチ小麦ちゃんマジカルて」（JPS）である。これは、2ゲームのプチリプレイタイムに突入するチャンス目（ボーナスまたは小役の取りこぼし）が逆押し時には揃わないという方法により、ボーナス後のリプレイタイム終了を回避することができた。
また、特定図柄によるリプレイタイムを連荘させる機能が付いた機種も生まれた。「超お父さん」（SNKプレイモア）では、チャンスゾーン中にメインであるベル小役を揃えることで30ゲームのリプレイタイムに突入する。このチャンスゾーンは同じくメインであるチェリー小役により終了してしまうが、リプレイタイム後は再びチャンスゾーンに突入となるため、チェリーによるチャンスゾーン終了までの間はリプレイタイムの連荘も可能であった。これは、チェリー入賞による長期の「リプレイ確率が通常とほぼ同じ」低リプレイタイム（有限）突入により、非チャンスゾーンでは特定小役入賞によるリプレイタイム上書きができないという特性を利用したものである。
「ボンバーマンビクトリー」（サミー）では左リールの3箇所に配置した3種類のチェリー小役をパンク役とし、プレイヤーへの成立役告知の有無で終了回避に緩急を付けた。パチスロで出荷のための検定を通す際のシミュレーション試験では当選した小役を全て入賞させることになっているため、パンク役であるチェリーも例外ではない。そのため、告知に従ってリプパンはずしを行った場合、試験よりも多い出玉率となる。これを利用し、出玉率を上限である120％未満に限りなく近づけたのが「スパイダーマン2」である。リプパンはずしを利用した出玉率120％に近い機種は「ハイスペック機」と呼ばれる。
通常よりリプレイの確率が低くなるリプレイタイムを初めて搭載したのは「ホークIII」（JPS）である。これはボーナス後にリプレイ確率が低くなるリプレイタイムに突入する。このリプレイタイムは一定のゲーム数により終了するため、はまりの救済措置である天井を5号機で初めて再現することが可能となった。
5号機の主なリプレイタイムは、上記の「ボーナス後リプレイタイム」「チャンスゾーンからのリプレイタイム」「天井リプレイタイム」「演出用プチリプレイタイム」である。リプレイタイム(RT)にアシストタイム(AT)を取り入れたものはARTと呼ばれる。
上記以外の特殊な用法として、低リプレイタイムが連荘する「アストロ球団」（JPS）や揃い目からの無限リプレイタイム中に揃い目で有限リプレイタイム（低）に突入する「マーベルヒーローズ」（タイヨーエレック）、ボーナス後にARTを設けた「2027」（JPS）、一部のボーナス当選～終了ではリプレイ確率が変動しない（＝リプレイタイム中の場合、そのボーナスではリプレイタイムが終了しない）「快傑ハリマオ」（ゴールドオリンピア）などがある。

### RTからARTへ
2007年よりリプレイタイム関連において実射試験が厳しくなったため、それまでの主流であった「ボーナス＋RT」による出玉増加は難しくなった。このため、ハイスペックのパチスロ機の主流は、RTからアシストリプレイタイム（ART）にシフトしていく。
5号機でのART機（パンク役だけでなく、メイン小役のアシストを搭載したもの）は、「ジャックと豆の木」（2006年、ヤーマ）を始めとして少数ながらリリースされていたが、2007年後半頃から徐々にリリース数を増やしていった。そして2008年には「パチスロバイオハザード」（山佐）がART機として初の最高機械割119%に到達している。
当初のART機は、リプパンはずしを搭載したRT機同様ある一リールの特定図柄を目押しすることによって小役を取得していた。しかし、2008年の規制緩和により小役同士の同時成立が可能になったことを受け、複数小役の同時成立とリール制御を組み合わせた押し順によるアシストが実現した。（第1号はイレブンの「押忍!空手部」）これにより、かつてのAT機のような目押しなしの遊技が可能となり、一気にART機の主流に躍り出た。

### 5号機リプレイタイムの種類

#### 開始契機
- ボーナス後RT - 5号機で最もポピュラーなリプレイタイム。規定ゲーム数または特定図柄揃い、ボーナス成立などで終了する。
  - 1種BB中RB後RT - ビッグボーナス中の特定レギュラーボーナス後に突入するRT。総リプレイ確率を上げるのは困難なので、特殊リプレイ確率を上げることで後述チャンスゾーンを出現させる。
- 特定図柄揃いRT - レア小役からの演出用リプレイタイム。
  - チャンスゾーンでの特定図柄揃いRT - チャンスゾーンのみ突入できるリプレイタイムなので、突入に緩急を付けることができる。
    - 疑似通常RTによるチャンスゾーン - 通常と同様のリプレイ確率の有限RTを設けることで、特定図柄が揃ってもRTに突入できる場合と突入できない場合が生じる。疑似通常RT終了後は仮天井と呼ばれる。
    - 特殊リプレイによるRT - ボーナス後RTや仮天井、特定図柄揃いからの無限RT中にのみ出現する特殊リプレイにより突入するリプレイタイム。

  - ナビによるRT - 押し順や特定図柄のナビに従うことにより突入できるリプレイタイム。
  - 小役こぼし目揃いRT - 検定のシミュレーション試験をごまかすことができるリプレイタイム。
    - 小役こぼし目によるチャンスゾーン - ボーナス後の無限疑似通常RTを小役こぼし目で終了させることにより、シミュレーション試験では出現しない特殊リプレイを設けることができる。
- リプレイ高確率通常 - 疑似通常RTを利用するリプレイ高確率状態。システムとしてはリプレイタイムではなく通常にあたるため、リセットや設定変更、RAMクリアなどからも突入する。
  - 天井RT - ボーナス後の疑似通常RT終了後に突入するリプレイ高確率。
- ボーナス成立後RT - ボーナス成立後、演出での成立告知までの間のメダル減を抑えるためのリプレイタイム。
  - ボーナス成立後ART - 小役ナビが出現する間は、メダルを増やすことができる成立後リプレイタイム。
- ボーナス突入を阻害するRT - 小役とリプレイの成立がボーナスを揃える事を阻害するので、純ハズレ以外はボーナスを揃えることができない。

#### 終了契機
- ゲーム数終了 - 最もポピュラーなリプレイタイム終了契機。
- ボーナス成立 - 成立により新たなリプレイタイムに突入する。
  - 完走RT - ボーナス成立でリプレイタイムが終了しないため、ゲーム数終了までリプレイタイムが続く。
- ボーナス図柄揃い - ボーナス中は小役が集中するのでリプレイタイムを継続させるのが困難なため、リプレイタイムが終了する。
  - ボーナスで終了しないRT - 2種BB（リプレイの当選非当選に係わらず小役が成立するボーナス）を利用することにより、ゲーム数終了までリプレイタイムが終わらない。
- 転落図柄揃い - ボーナス後RTまたは無限RTを終了させる。はずすことで検定シミュレーション試験を超える出玉を得ることができる。
  - 天井付き転落図柄揃い - 転落後特定ゲーム数終了で天井RTまたはチャンスゾーンが出現する。
- ナビ出現停止 - 実質的なリプレイタイム終了。
  - 小役ナビ停止 - ボーナス成立後ARTの実質的終了。
  - 転落回避ナビ停止 - 勘により継続することも可能。自力継続により、ナビが再開する機種もある。
  - RT突入ナビ停止 - 同上。